# Jour du génie
2 fructidor 2 vendémiaire
Le duodi 2e jour complémentaire, officiellement dénommé jour du génie, est le 362e jour de l'année du calendrier républicain.
C'était généralement le 18e jour du mois de septembre dans le calendrier grégorien.

## Événements
- An II : 18 septembre 1794
  - loi sur la séparation des Églises et de l'État